# Alberto Francisco Ngalanela
Alberto Francisco Ngalanela é um político angolano da UNITA e membro da Assembleia Nacional de Angola.